# Dentelles de Montmirail
Le Dentelles de Montmirail sono un gruppo di montagne delle Prealpi di Vaucluse, nella regione francese Provenza-Alpi-Costa Azzurra. Si trovano a ovest del Monte Ventoso, vicino alla cittadina di Vaison-la-Romaine. 
La cima più alta del gruppo è la cresta di Saint-Amand, alta 730 m. Le altre cime sono la cresta di Cayron e la cresta della Salle. Le Dentelles de Montmirail vengono anche suddivise in due sottogruppi da una sorgente solforosa: le Dentelles Sarrasines e il Grand Montmirail.
Questo gruppo montuoso di modeste dimensioni è una formazione calcarea assai caratteristica. L'erosione, infatti, ha finemente modellato le sue creste sino a farle sembrare un merletto (in francese dentelle), da cui il nome Dentelles. Montmirail viene dal latino mons mirabilis, cioè monte da ammirare.
Les Dentelles sono molto frequentate dagli alpinisti anche solo come palestre.

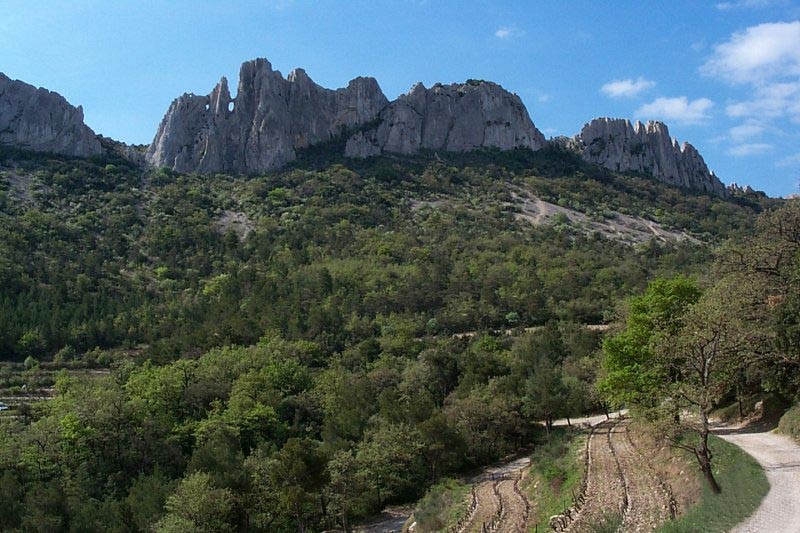
Le Dentelles Sarrasines

Carta di Dentelles de Montmirail